# Missões diplomáticas da Índia

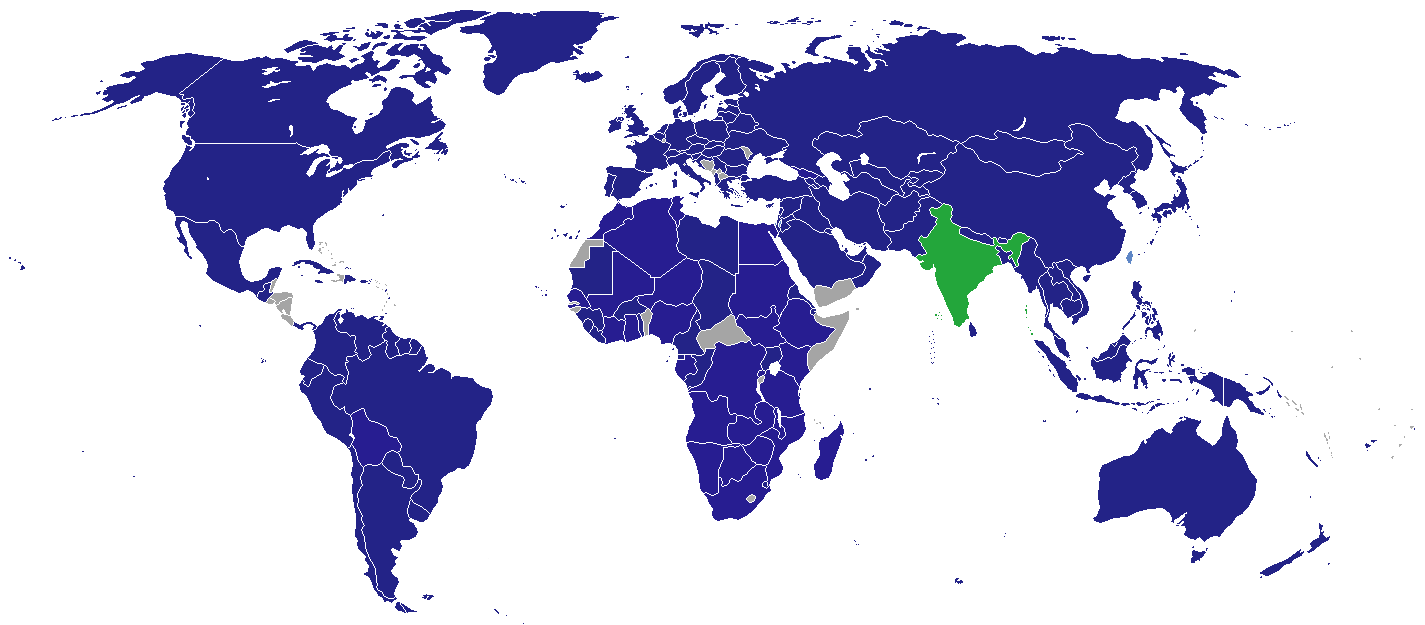
Missões diplomáticas da Índia

Abaixo se encontram as embaixadas e consulados da Índia:

## Europa
- Alemanha
  - Berlim (Embaixada)
  - Frankfurt (Consulado-Geral)
  - Hamburgo (Consulado-Geral)
  - Munique (Consulado-Geral)
- Armênia
  - Erevã (Embaixada)
- Áustria
  - Viena (Embaixada)
- Azerbaijão
  - Bacu (Embaixada)
- Bélgica
  - Bruxelas (Embaixada)
- Bielorrússia
  - Minsque (Embaixada)
- Bulgária
  - Sófia (Embaixada)
- Chipre
  - Nicósia (Alto comissariado)
- Croácia
  - Zagrebe (Embaixada)
- Dinamarca
  - Copenhague (Embaixada)
- Eslováquia
  - Bratislava (Embaixada)
- Espanha
  - Madri (Embaixada)
- Finlândia
  - Helsinque (Embaixada)
- França
  - Paris (Embaixada)
  - Saint-Denis (Consulado-Geral)
- Grécia
  - Atenas (Embaixada)
- Hungria
  - Budapeste (Embaixada)
- Irlanda
  - Dublim (Embaixada)
- Islândia
  - Reiquiavique (Embaixada)
- Itália
  - Roma (Embaixada)
  - Milão (Consulado-Geral)
- Noruega
  - Oslo (Embaixada)
- Países Baixos
  - Haia (Embaixada)
- Polónia
  - Varsóvia (Embaixada)
- Portugal
  - Lisboa (Embaixada)
- Reino Unido
  - Londres (Alto comissariado)
  - Birmingham (Consulado-Geral)
  - Edimburgo (Consulado-Geral)
- Chéquia
  - Praga (Embaixada)
- Roménia
  - Bucareste (Embaixada)
- Rússia
  - Moscou (Embaixada)

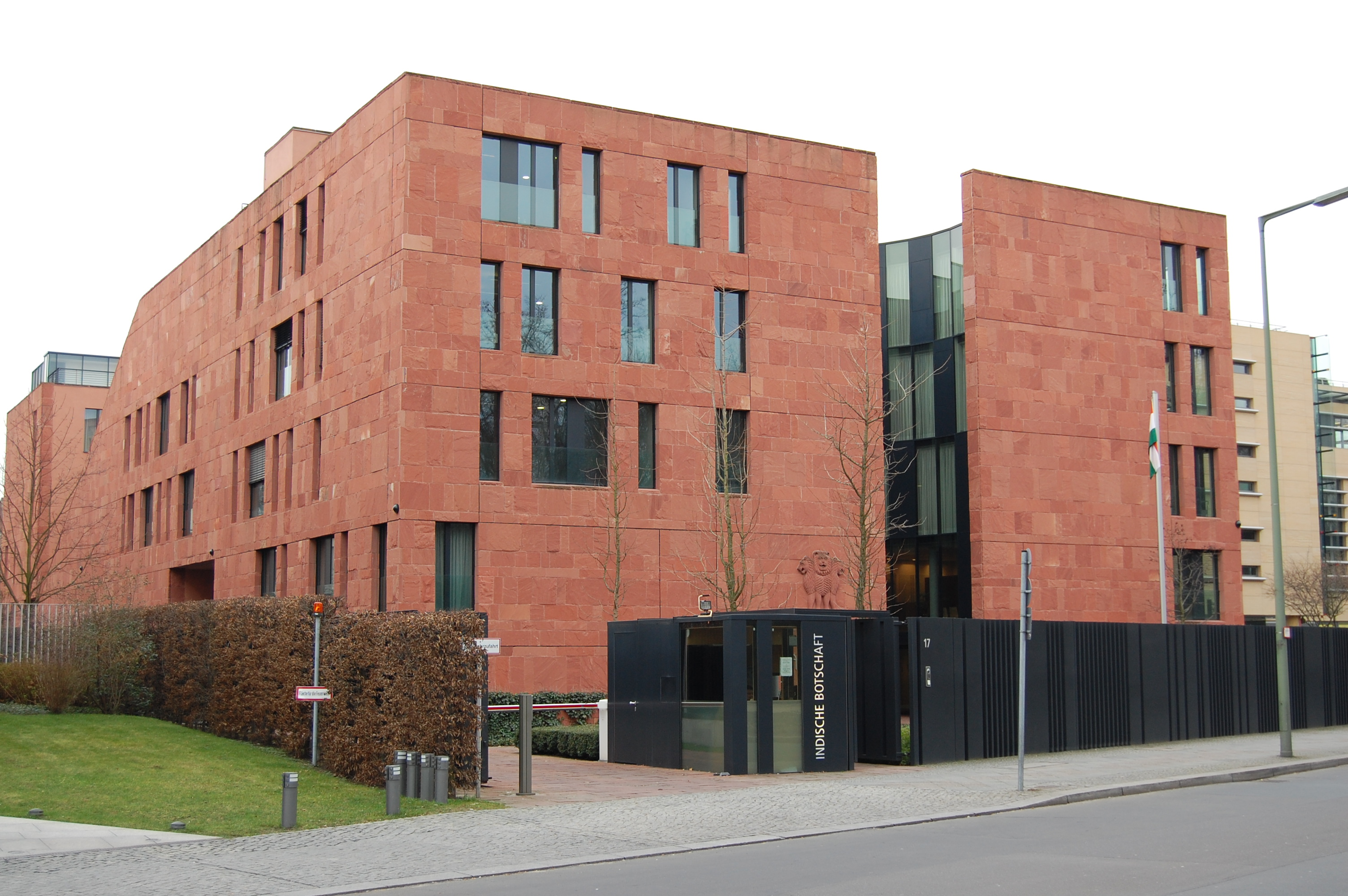
Embaixada da Índia em Berlim, Alemanha.

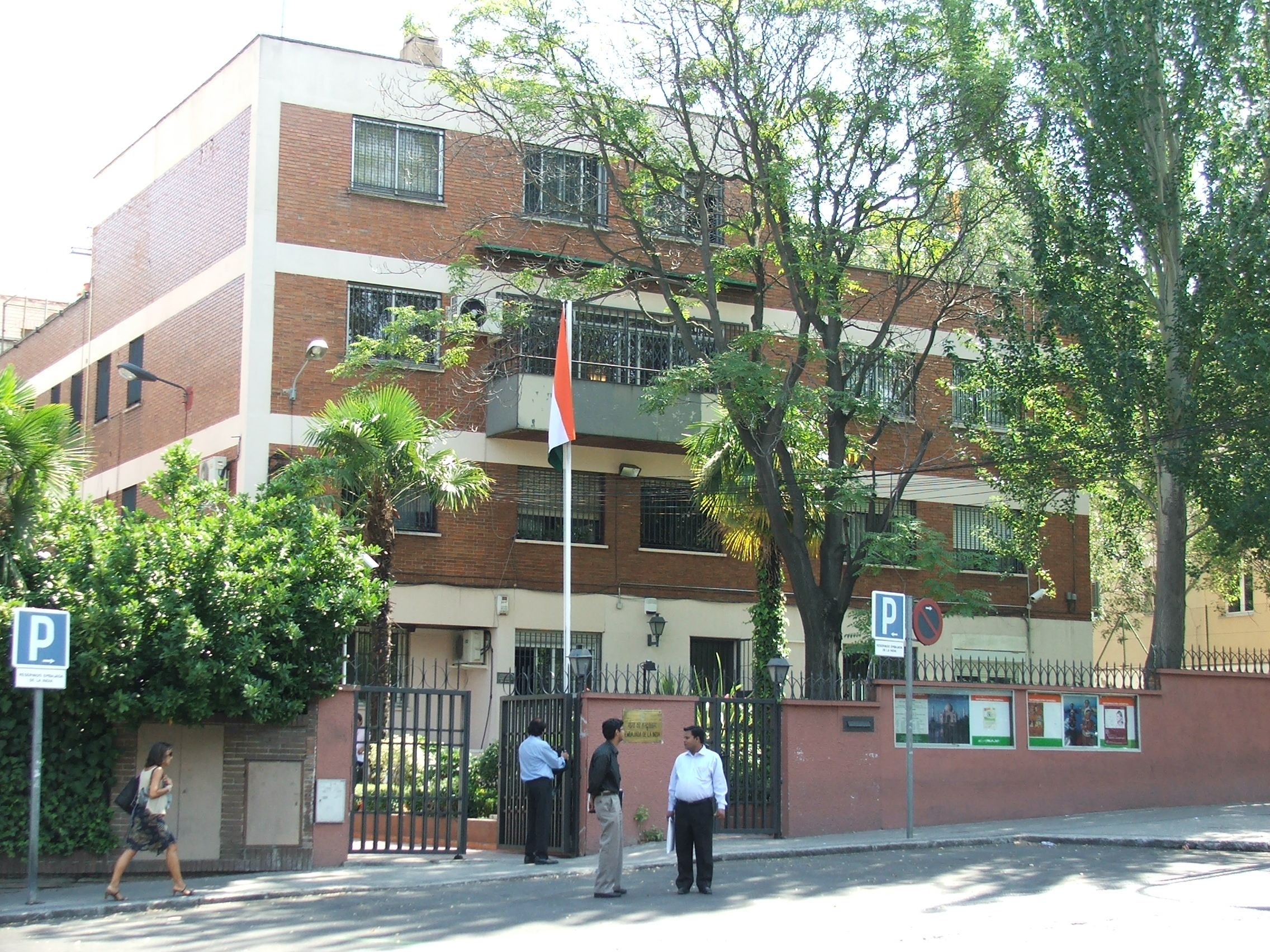
Embaixada da Índia em Madrid, Espanha.

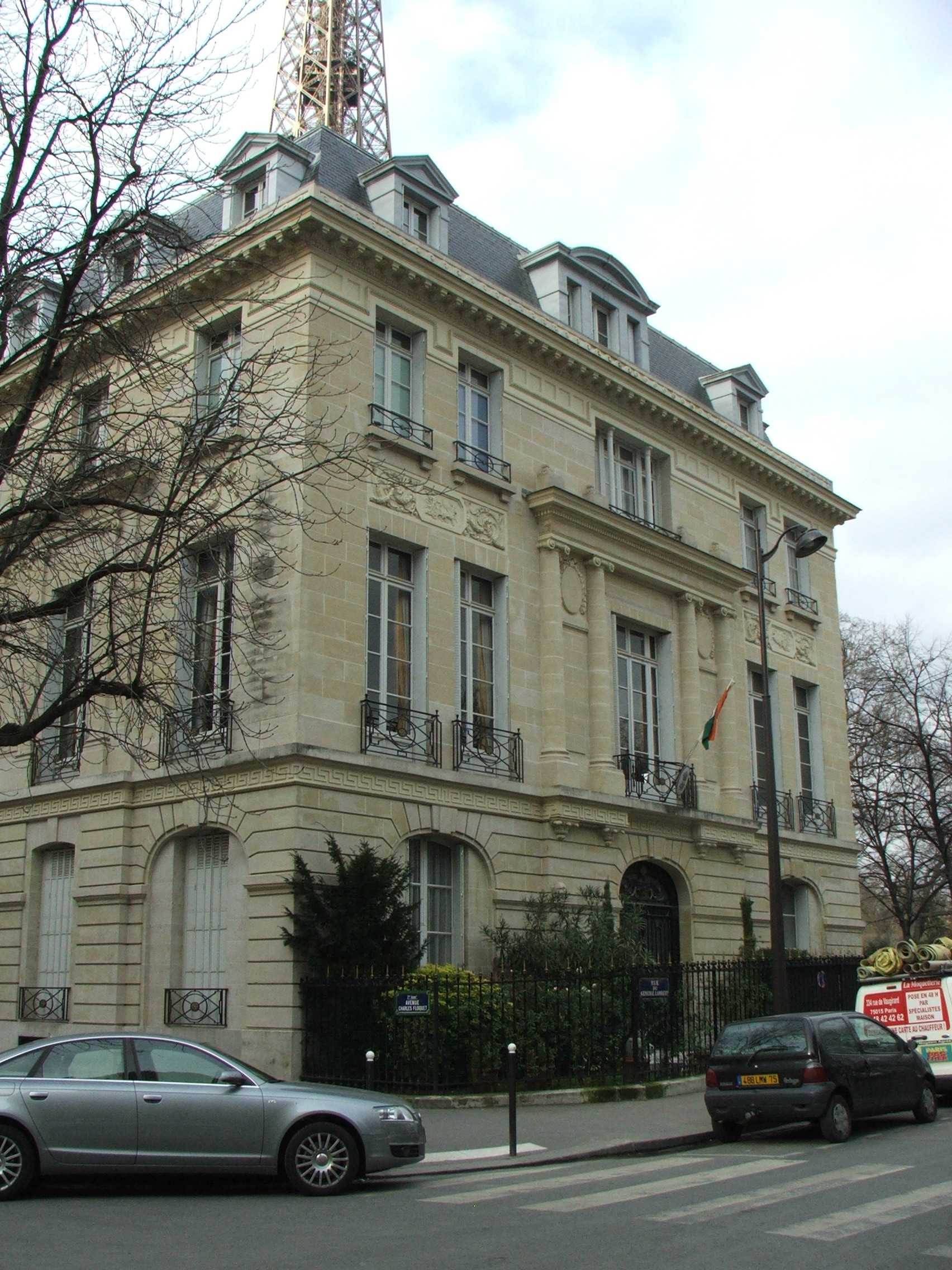
Embaixada da Índia em Paris, França.

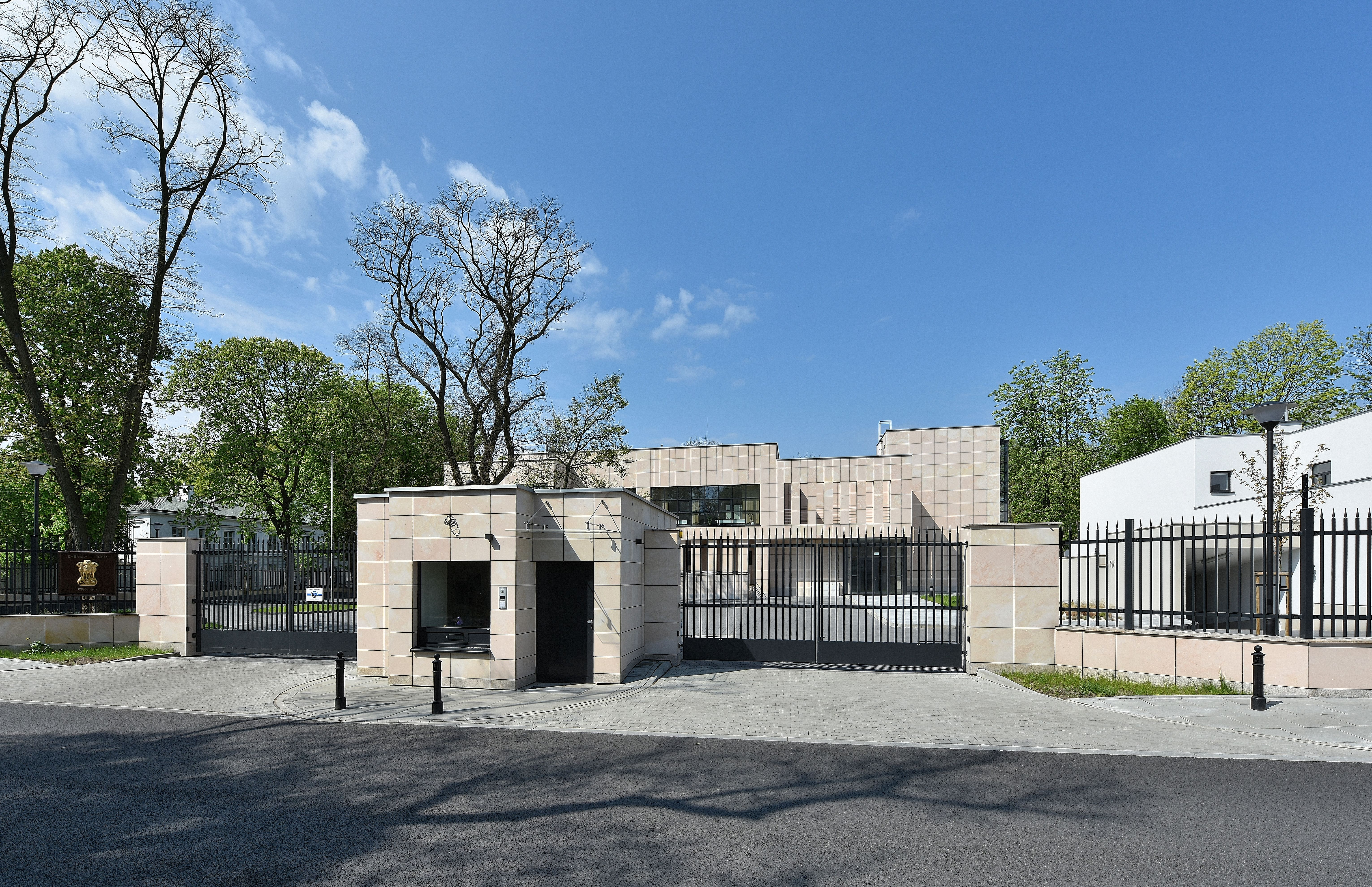
Embaixada da Índia em Varsóvia, Polônia.

  - San Petersburgo (Consulado-Geral)
  - Vladivostoque (Consulado-Geral)
- Sérvia
  - Belgrado (Embaixada)
- Suécia
  - Estocolmo (Embaixada)
- Suíça 
  - Berna (Embaixada)
  - Genebra (Consulado-Geral)
- Ucrânia
  - Quieve (Embaixada)

## América
- Argentina
  - Buenos Aires (Embaixada)
- Brasil
  - Brasília (Embaixada)
  - São Paulo (Consulado-Geral)
- Canadá
  - Otava (Alto comissariado)
  - Toronto (Consulado-Geral)
  - Vancouver (Consulado-Geral)
- Chile
  - Santiago (Embaixada)
- Colômbia
  - Bogotá (Embaixada)
- Cuba
  - Havana (Embaixada)
- Estados Unidos
  - Washington DC (Embaixada)
  - Chicago (Consulado-Geral)
  - Houston (Consulado-Geral)
  - Nova Iorque (Consulado-Geral)
  - San Francisco (Consulado-Geral)
- Guiana
  - Georgetown (Alto comissariado)
- Jamaica
  - Kingston (Alto comissariado)
- México
  - Cidade do México (Embaixada)
- Panamá
  - Cidade do Panamá (Embaixada)
- Peru
  - Lima (Embaixada)
- Suriname
  - Paramaribo (Embaixada)
- Trinidad e Tobago

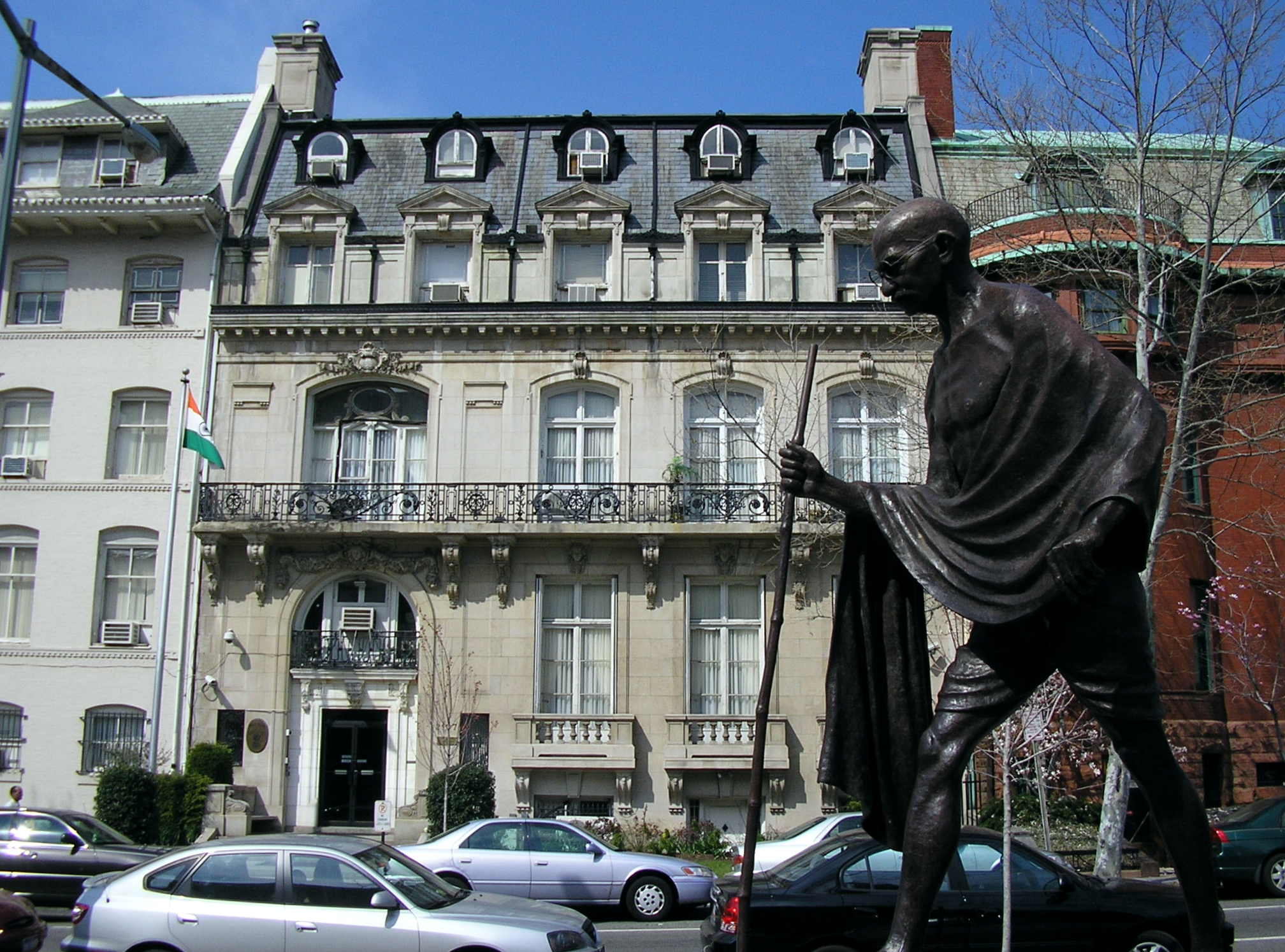
Embaixada da Índia em Washington DC, Estados Unidos.

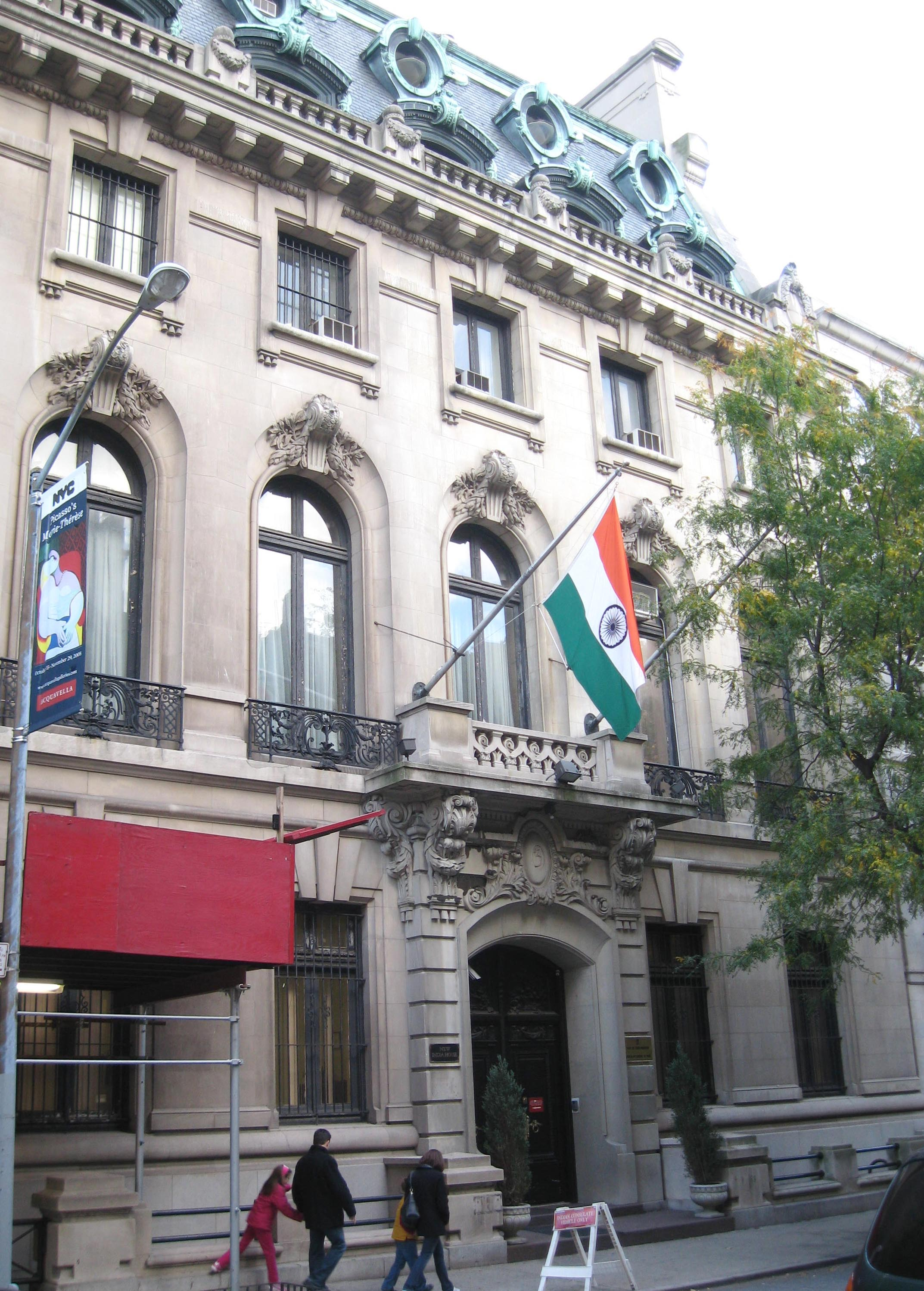
Consulado-Geral da India em Nova Iorque, Estados Unidos.

  - Port of Spain (Alto comissariado)
- Venezuela
  - Caracas (Embaixada)

## Oriente Médio
- Arábia Saudita
  - Riade (Embaixada)
  - Jedá (Consulado-Geral)
- Bahrein
  - Manama (Embaixada)
- Emirados Árabes Unidos
  - Abu Dabi (Embaixada)
  - Dubai (Consulado-Geral)
- Irão
  - Teerã (Embaixada)
  - Zaedã (Consulado-Geral)
  - Bandar Abbas (Consulado)
- Iraque
  - Bagdá (Embaixada)
- Israel
  - Telavive (Embaixada)
- Jordânia
  - Amã (Embaixada)
- Kuwait
  - Cidade do Cuaite (Embaixada)
- Líbano
  - Beirute (Embaixada)
- Omã
  - Mascate (Embaixada)
- Catar
  - Doa (Embaixada)
- Síria
  - Damasco (Embaixada)
- Turquia
  - Ancara (Embaixada)
  - Istambul (Consulado-Geral)
- Iêmen
  - Saná (Embaixada)

## África
- África do Sul
  - Pretória (Alto comissariado)
  - Cidade do Cabo (Consulado-Geral)
  - Durban (Consulado-Geral)
  - Joanesburgo (Consulado-Geral)
- Angola
  - Luanda (Embaixada)
- Argélia
  - Argel (Embaixada)
- Botswana
  - Gaborone (Alto comissariado)
- Costa do Marfim
  - Abidjã (Embaixada)
- Egito
  - Cairo (Embaixada)
- Etiópia
  - Adis Abeba (Embaixada)
- Gana
  - Accra (Alto comissariado)
- Quênia
  - Nairóbi (Alto comissariado)
  - Mombaça (Consulado-Geral)
- Líbia
  - Trípoli (Embaixada)
- Madagáscar
  - Antananarivo (Embaixada)
- Mali
  - Bamaco (Embaixada)
- Marrocos
  - Rabat (Embaixada)
- Ilhas Maurícias
  - Port Louis (Alto comissariado)
- Moçambique
  - Maputo (Alto comissariado)
- Namíbia
  - Vinduque (Alto comissariado)
- Nigéria
  - Abuja (Alto comissariado)
  - Lagos (Consulado-Geral)
- República Democrática do Congo
  - Quixassa (Embaixada)
- Senegal
  - Dacar (Embaixada)
- Seicheles
  - Vitória (Alto comissariado)
- Sudão
  - Cartum (Embaixada)
- Tanzânia
  - Dar es Salaam (Alto comissariado)
  - Zanzibar (Consulado-Geral)
- Tunísia
  - Túnis (Embaixada)
- Uganda
  - Campala (Alto comissariado)
- Zâmbia
  - Lusaca (Alto comissariado)
- Zimbabwe
  - Harare (Embaixada)

## Ásia
- Afeganistão
  - Cabul (Embaixada)
  - Herate (Consulado-Geral)
  - Jalalabade (Consulado-Geral)
  - Candaar (Consulado-Geral)
  - Mazar-e Sharif (Consulado-Geral)
- Bangladesh
  - Daca (Alto comissariado)
  - Chatigão (Consulado-Geral)
  - Rajshahi (Consulado-Geral)
- Butão
  - Timbu (Embaixada)
- Brunei
  - Bandar Seri Begauã (Alto comissariado)
- Camboja
  - Phnom Penh (Embaixada)
- China
  - Pequim (Embaixada)
  - Honcongue (Consulado-Geral)
  - Xangai (Consulado-Geral)
- Coreia do Norte
  - Pionguiangue (Embaixada)
- Coreia do Sul
  - Seul (Embaixada)
- Filipinas
  - Manila (Embaixada)
- Indonésia
  - Jacarta (Embaixada)
  - Medan (Consulado-Geral)
- Japão
  - Tóquio (Embaixada)
  - Osaca (Consulado-Geral)
- Cazaquistão
  - Almati (Embaixada)
- Quirguistão
  - Bisqueque (Embaixada)
- Laos
  - Vientiane (Embaixada)
- Malásia
  - Kuala Lumpur (Alto comissariado)
- Maldivas
  - Malé (Alto comissariado)
- Mongólia
  - Ulã Bator (Embaixada)
- Myanmar
  - Rangum (Embaixada)
  - Mandalay (Consulado-Geral)
- Nepal
  - Catmandu (Embaixada)
  - Birgunj (Consulado)
- Paquistão
  - Islamabade (Alto comissariado)
  - Carachi (Consulado-Geral)
- Singapura
  - Singapura (Alto comissariado)
- Sri Lanka
  - Colombo (Alto comissariado)
  - Kandy (Consulado-Geral)
- Tailândia
  - Bancoque (Embaixada)
  - Chiang Mai (Consulado-Geral)
- Tajiquistão
  - Duchambé (Embaixada)
- Timor-Leste
  - Dili (Embaixada)
- Turquemenistão
  - Asgabate (Embaixada)
- Uzbequistão
  - Tasquente (Embaixada)
- Vietname
  - Hanói (Embaixada)
  - Ho Chi Minh (Consulado-Geral)

## Oceania

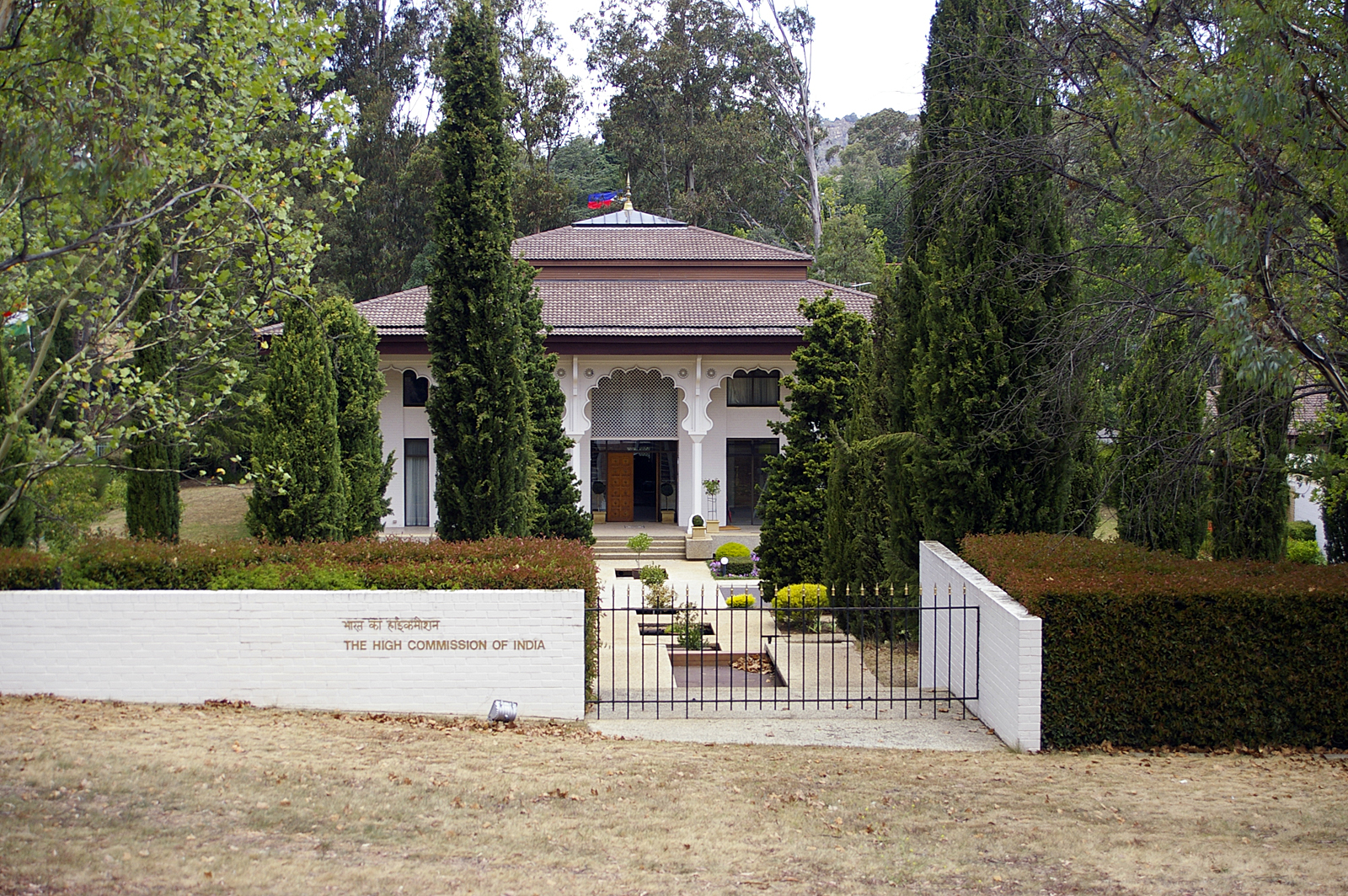
Alto comissariado da Índia em Camberra, Austrália.

- Austrália
  - Camberra (Alto comissariado)
  - Melbourne (Consulado-Geral)
  - Sydney (Consulado-Geral)
- Fiji
  - Suva (Alto comissariado)
- Nova Zelândia
  - Wellington (Alto comissariado)
- Papua-Nova Guiné
  - Port Moresby (Alto comissariado)

## Organizações multilaterais
- Addis Abeba (Observador permanente ante a União Africana)
- Bruxelas (Missão permanente da Índia ante a União Europeia)
- Genebra (Missão permanente da Índia ante as Nações Unidas e outras organizações internacionais)
- Nairobi (Missão permanente da Índia ante as Nações Unidas e outras organizações internacionais)
- Nova Iorque (Missão permanente da Índia ante as Nações Unidas)
- Paris (Missão permanente da Índia ante a UNESCO)
- Roma (Missão permanente da Índia ante a Organização das Nações Unidas para a Alimentação e a Agricultura)
- Viena (Missão permanente da Índia ante as Nações Unidas)